# (320260) Bertout
Pour les articles homonymes, voir Bertout.
(320260) Bertout est un astéroïde de la ceinture principale.

## Description
(320260) Bertout est un astéroïde de la ceinture principale. Il fut découvert le 31 août 2007 à l'Observatoire de Siding Spring par László L. Kiss et Krisztián Sárneczky. Il présente une orbite caractérisée par un demi-grand axe de 2,69 UA, une excentricité de 0,06 et une inclinaison de 3,4° par rapport à l'écliptique.

## Compléments